# مارسيل تريلات
مارسيل تريلات (بالفرنسية: Marcel Trillat)‏ (4 أبريل 1940 - 18 سبتمبر 2020)، هو صحفي فرنسي ومخرج أفلام وثائقية. شيوعي، أخرج العديد من الأفلام الوثائقية حول ظروف معيشة العمال والنساء والمهاجرين في فرنسا. كما قام بعمل أفلام وثائقية عن رد الحكومة الفرنسية على حرب الجزائر وحرب الخليج والطوائف الدينية والمستشفيات العامة. شارك في إخراج ثلاثة أفلام وثائقية مع موريس فيليفيتش، أحدها عن تاريخ الشيوعية في فرنسا. شغل منصب مدير قناة فرانس تيليفيزيون، محطة التلفزيون العامة الفرنسية، لمدة خمس سنوات.

## روابط خارجية
- مارسيل تريلات في قاعدة بيانات الأفلام على الإنترنت